# Fugacitat
La fugacitat és una funció termodinàmica que substitueix la pressió parcial en les equacions que descriuen el comportament dels gasos reals i llurs mescles, i que es confon amb la pressió quan aquesta esdevé pròxima a zero.
Per als gasos ideals es compleix que el potencial químic μ és funció de la pressió P segons l'equació:
on μo és el potencial químic del gas en condicions estàndard (P = 1 bar), R la constant dels gasos i T la temperatura absoluta.
Pels gasos reals aquesta relació només es compleix aproximadament a baixes pressions i deixa de complir-se a altes pressions. Per poder seguir aplicant l'equació dels gasos ideals als gasos reals el químic Gilbert Newton Lewis va establir el 1908 una equació semblant definint una nova magnitud, la fugacitat, f, que substitueix a la pressió de manera que en resulta una nova equació: